# Défense du Reich
Seconde Guerre mondiale
La Défense du Reich, en allemand Reichsverteidigung, est le nom donné à la guerre aérienne défensive menée par la Luftwaffe au-dessus de l'Europe occupée et de l'Allemagne nazie au cours de la Seconde Guerre mondiale. L'objectif était d'empêcher la destruction des villes et des industries allemandes par les alliés occidentaux. Ces opérations engagèrent des milliers d'avions et de multiples unités au cours de centaines de combats durant les campagnes de bombardements stratégiques alliés. Cette campagne fut la plus longue de la guerre aérienne et, avec la bataille de l'Atlantique, la plus longue campagne de la guerre. La Luftwaffe défendit l'espace aérien de l'Europe occupée contre les attaques menées, au départ par le Royal Air Force Bomber Command puis en tandem avec l’United States Army Air Forces (USAAF).
La Luftwaffe étant à l'origine offensive, les militaires allemands n'anticipèrent pas la création d'une force défensive pour protéger l'espace aérien européen. Même après être passée sur la défensive à partir de l'hiver 1942-1943, l'Allemagne continua de produire des bombardiers en dépit de l'augmentation de la force aérienne alliée. Finalement, l'aviation de chasse fut privilégiée et la défense devint la priorité de la Luftwaffe.
À la fin de 1943, la détérioration rapide de la situation militaire obligea la Luftwaffe à concentrer la plupart de ses unités de chasseurs sur des missions de défense. Durant la période 1940-1943, l'aviation allemande avait défendu son territoire avec succès en infligeant de sévères défaites aux aviations de bombardements britanniques et américaines. Ces victoires étaient en partie dues au manque d'escorteurs à long rayon d'action chez les Alliés. En octobre 1943, devant les pertes subies par son aviation, l'USAAF décida de suspendre ses missions de bombardement. Au printemps 1944, elle introduisit le P-51 Mustang, qu'un réservoir additionnel dotait d'un rayon d'action suffisant pour escorter les bombardiers jusqu'à leur destination au cœur de l'Allemagne. À partir de l'été 1944, la défense aérienne allemande commença à s'effondrer. Submergée par les appareils alliés et en manque chronique de carburant et de pilotes formés, la Luftwaffe cessa concrètement d'exister à partir de 1945.

## Repousser leRAF Bomber Command(1939-1941)
Devant la montée en puissance de l'Allemagne, la RAF entreprit une politique d'expansion. Le développement des bombardiers lourds avait commencé avant la guerre mais ils ne seraient pas disponibles en grand nombre avant 1942. La RAF développa une doctrine de bombardement pendant les années d'avant-guerre. Les stratèges britanniques considéraient que du fait de la faible précision des bombardements, les meilleurs cibles seraient les grandes villes industrielles. Cette doctrine était en accord avec la conviction du chef d'état-major de la RAF, le général Charles Portal pour lequel la destruction du moral allemand était la clé de la victoire. Il présenta son idée de « bombardement du moral » (plus tard connu sous le nom de « bombardement de terreur ») qui compléterait les bombardements stratégiques en ciblant les ouvriers allemands, que ce soit en brisant leur moral ou en les tuant, pour « casser » la machine de guerre allemande. Cette conviction découlait de la politique de Hugh Trenchard, le « père » de la RAF, de porter la guerre sur le territoire national allemand. Les stratèges espéraient ainsi provoquer de tels dégâts en Allemagne et dans les pays occupés que les populations se soulèveraient contre le pouvoir.

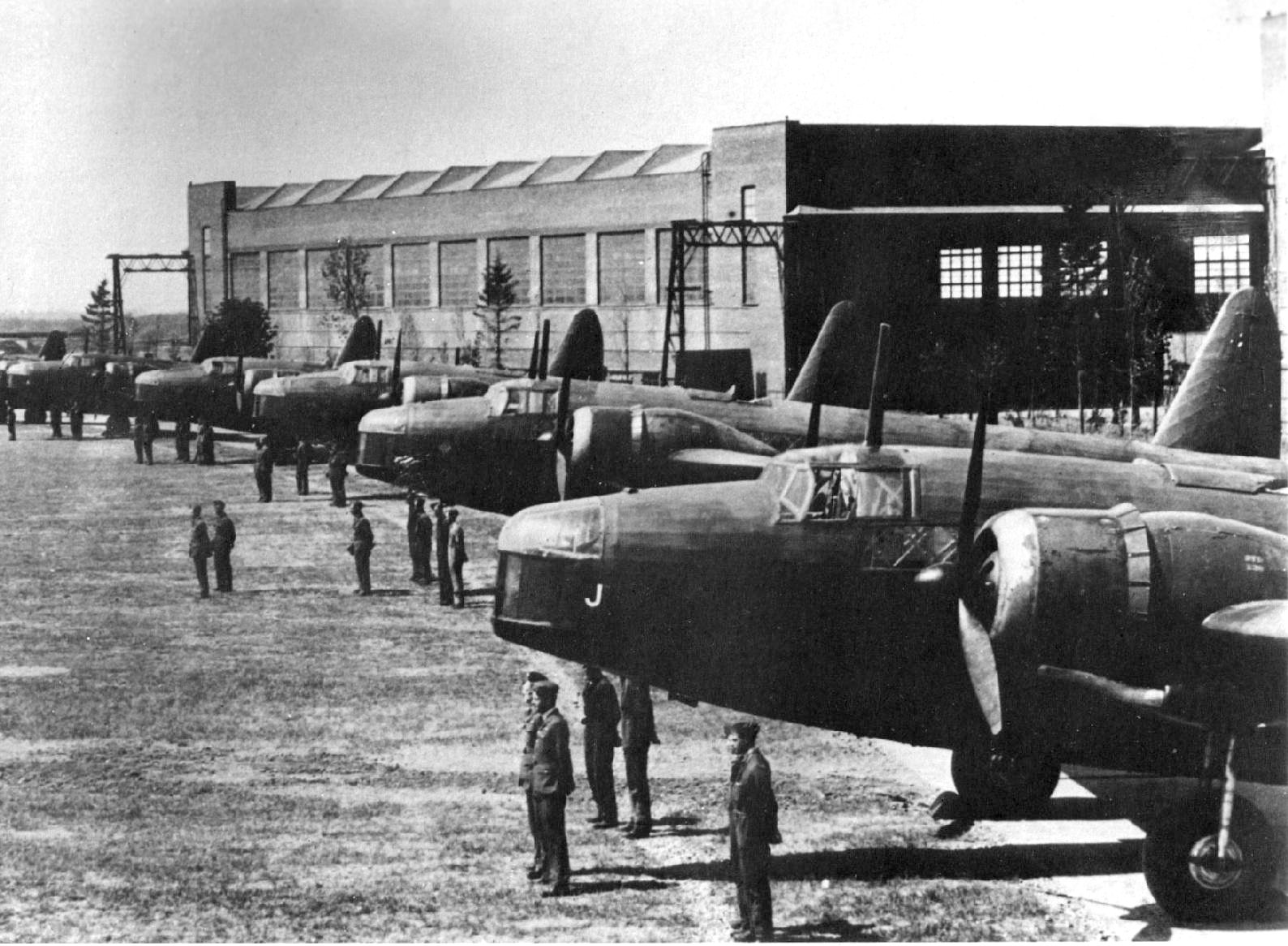
Les Wellington Mark I conduisirent les raids les plus profonds durant la période 1939-1941.

La RAF avait entamé la Seconde Guerre mondiale sans bombardier lourd. Le bombardier le plus puissant de son arsenal était le Vickers Wellington. Malgré son rayon d'action de 4 000 km et sa capacité d'emport impressionnante pour l'époque, ce bombardier moyen, comme tous les bombardiers non escortés, était vulnérable face à l'aviation de chasse durant les raids de jour. Les autres bombardiers, le Armstrong Whitworth Whitley et le Handley Page Hampden étaient obsolètes. Les rapides Fairey Battle et Bristol Blenheim n'emportaient pas assez de bombes pour des missions de bombardement stratégique.
La campagne aérienne au-dessus de l'Europe commença le 4 septembre 1939, un jour après la déclaration de guerre du Royaume-Uni à l'Allemagne. La cible des bombardiers britanniques était la base navale de Wilhelmshaven. Le croiseur de poche Admiral Scheer fut légèrement touché mais les premières victoires aériennes furent recensées. La RAF Bomber Command subit de lourdes pertes durant les raids menés de septembre à décembre (durant la drôle de guerre), car la RAF continuait de penser que les formations de bombardiers pouvaient se défendre d'elles-mêmes sans l'aide d'escorteurs. Le 4 décembre, un rare succès nourrit cette idée. 24 bombardiers Wellington s'envolèrent pour une mission au-dessus du Heligoland. À une altitude de 3 000 mètres, ils furent engagés par les défenses anti-aériennes et par des chasseurs Messerschmitt Bf 109 et Bf 110. Les chasseurs allemands ne réussirent pas à s'approcher suffisamment des bombardiers ; les mitrailleurs de queue des Wellington abattirent un appareil tandis que les bombardiers ne subirent aucune perte. Dix jours plus tard, une force de 12 Wellington fut interceptée, cinq furent abattus. Les Allemands ne perdirent qu'un appareil et cinq autres furent endommagés. Les analystes britanniques ont considéré que la flak était responsable de ces pertes.
Durant la bataille du Heligoland, la RAF perdit 12 de ses 22 bombardiers durant une mission de patrouille maritime car le radar allemand avait repéré l'approche des bombardiers. La RAF dut arrêter ses opérations de bombardement. Le Bomber Command avait reconnu sa défaite et décida de bombarder de nuit. L'idée selon laquelle les bombardiers passeraient quoi qu'il arrive s'était révélée fausse.
Les stratèges britanniques débattirent en 1939-1941 de la stratégie de bombardement qui prévaudrait durant la suite du conflit. Les résultats des bombardements furent également une source de querelles. Certains au ministère de l'air considéraient que la technologie du bombardement n'était pas encore au point et que l'ambition d'un bombardement de précision était irréalisable. Pour soutenir leurs dires, ils utilisèrent l'étude Butt selon laquelle seuls 30 % des bombes tombaient dans la zone cible et seulement 10 % dans la région de la Ruhr. Ceux qui voulaient poursuivre les bombardements de précision accusèrent cette étude d'être partiale. Lorsque le général Arthur Travers Harris arriva au commandement du Bomber Command, il était décidé à utiliser cette étude pour promouvoir sa politique de bombardement de zone.

## Création d'un système de défense

### Reconnaître le besoin
La Luftwaffe ne disposait pas d'un système de défense efficace au début de la guerre. Adolf Hitler avait poussé l'Allemagne vers la guerre avant que ses défenses ne soient complètement installées. La Luftwaffe fut donc contrainte d'improviser et de construire ces défenses durant la guerre. Les bombardements diurnes furent rares en 1939-1940. La responsabilité de la défense du territoire fut confiée aux Luftgaukommandos (« siège de région aérienne »). Le système de défense reposait principalement sur la flak. Les défenses n'étaient pas coordonnées et les communications étaient mauvaises. Ce manque de coordination entre les défenses au sol et l'arme aérienne furent une source d'ennuis permanent tout au long de la guerre. Pour Hitler en particulier, la défense devait reposer sur l'artillerie au sol pour fournir un « soutien moral » aux populations civiles même si celles-ci étaient peu efficaces. Si les Alliés avaient lancé une grande offensive sur la région de la Ruhr, il n'y aurait pas eu beaucoup d'opposition de la part de la Luftwaffe. Chaque Luftgaukommando recevait des objectifs mais manquait de systèmes de contrôle en 1939. Cependant, les raids alliés furent de faible envergure et ne profitèrent pas de la faiblesse allemande.
Le 21 septembre 1939, le chef d'état-major de la Luftwaffe Hans Jeschonnek clarifia le rôle de la chasse de jour dans la défense du territoire. Les unités de chasseurs furent assignées à des missions précises et dépendaient du commandement local de la défense aérienne. Cependant, les autres unités de chasseurs furent assignées à plusieurs Luftflottes (« flottes aériennes »). Les chasseurs déployés sur le front alterneraient les missions défensives et offensives en réalisant des missions de supériorité aérienne et en empêchant les appareils ennemis d'infliger des dégâts au territoire allemand. Ce genre de stratégie fonctionna bien sur le front mais il devint rapidement clair que le manque d'entraînement, le manque de coordination entre les différents escadrons et la flak rendaient difficiles la création d'une défense efficace. Les succès de 1939-1940 et la faiblesse des offensives alliées empêchèrent de tester les défenses.

### Planification de la défense aérienne

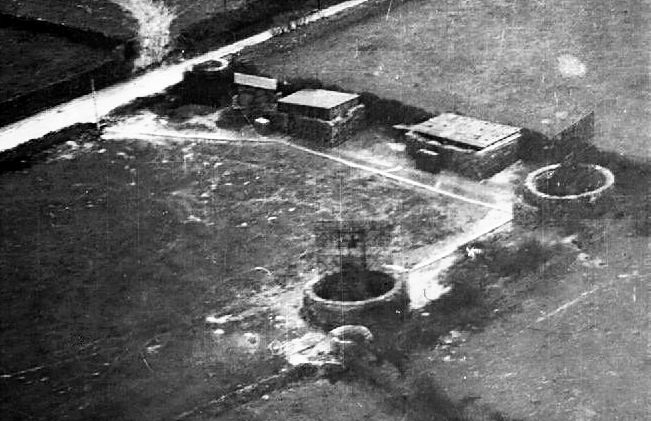
Deux radars Freya de la ligne Kammhuber à Auderville, France.

L'échec de la Luftwaffe à défendre Berlin d'une série de petits raids menés par le Bomber Command de la RAF durant la bataille d'Angleterre mena à la construction d'un solide système de défense. Un réseau de radars fut mis en place, la Ligne Kammhuber, allant de la France au Danemark. La plupart des batailles menées par la Luftwaffe sur le front de l'ouest furent contre les raids nocturnes de la RAF. Cependant sa stratégie fut remise en cause après l'échec de l'opération Barbarossa. Cette stratégie de « défense périphérique » était de déployer les appareils aux extrémités des territoires occupés tout en laissant le centre du territoire peu protégé. De plus, les unités du front se plaignaient du manque d'appareils et de leurs faibles performances, et en particulier du manque d'avions capables d'opérer par tous les temps ainsi que de la faible vitesse ascensionnelle du Messerschmitt Bf 109. La difficulté de la Luftwaffe fut de déployer l'excellent Focke-Wulf Fw 190. Le Generalfeldmarschall Erhard Milch assistait Ernst Udet dans la production d'avions et dans le développement d'appareils plus modernes. Cependant, ils expliquèrent à une réunion du Conseil industriel du Reich le 18 septembre 1941 que la nouvelle génération d'avions n'avait pas réussi à se matérialiser et que les appareils obsolètes devraient continuer à être produits pour faire face aux besoins.
En 1941, le Focke-Wulf Fw 190 commença à remplacer en partie le Bf 109 en tant que chasseur principal de la Luftwaffe. Le Fw 190 s'était montré plus manœuvrable et mieux armé mais ses performances au-dessus de 6 000 mètres laissaient à désirer. Les versions du Bf 109 combattaient bien à haute altitude et égalaient les appareils alliés. Il fut donc décidé par l'Oberkommando der Luftwaffe de conserver les deux appareils en production. Dans les dernières années de la guerre, le Fw 190 fut équipé d'un armement lourd qui réduisait encore plus ses performances à haute altitude. Il fut donc utilisé pour détruire les bombardiers tandis que le Bf 109 engageait les chasseurs d'escorteurs.
En dépit de ces faiblesses, la RAF n'était pas encore en position de contester la position dominante de la Luftwaffe. Son chasseur principal, le Supermarine Spitfire n'avait pas le rayon d'action suffisant pour escorter les bombardiers au-dessus de l'Allemagne et la RAF ne disposait pas de bombardiers quadrimoteurs pour infliger des dommages sérieux aux industries allemandes. Les dommages infligés étaient faibles et sans commune mesure avec les lourdes pertes subies au-dessus de la Manche face à des chasseurs allemands en infériorité numérique.

## Les États-Unis entrent dans la guerre (1942)

### Un nouvel ennemi

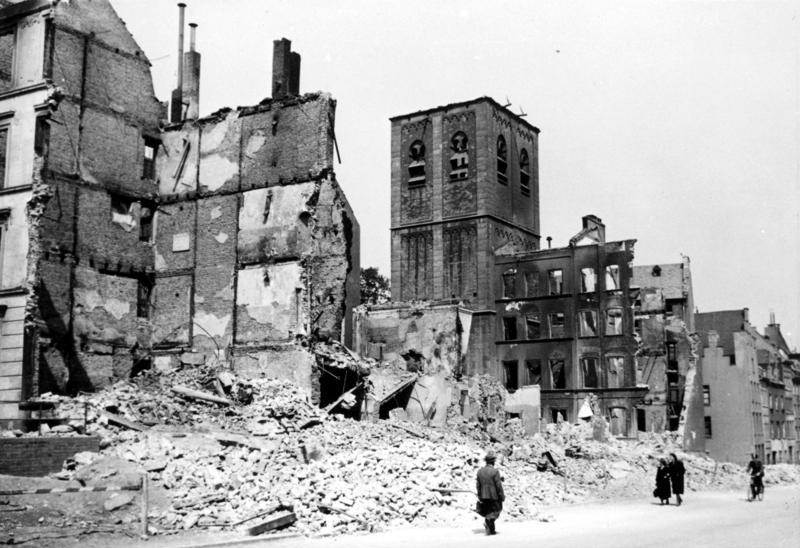
La ville de Cologne après le bombardement du 9 juin 1942.

L'entrée en guerre des États-Unis le 11 décembre 1941 fut une mauvaise surprise pour l’OKL. Durant douze mois, les grands raids attendus contre les cibles allemandes n'eurent pas lieu, mais à la fin de l'année 1942, les appareils allemands étaient dispersés sur tout le front de l'est et les meilleures unités, sous le commandement de la Luftflotte 4, étaient engagées dans la bataille de Stalingrad. En Afrique du Nord, la Luftwaffe était en train de perdre la supériorité aérienne et la RAF multipliait les raids nocturnes au-dessus de l'Allemagne. En mai 1942, le bombardement de Cologne représenta le premier succès britannique. Malgré cela, la défense du ciel allemand n'était pas la priorité et les unités restèrent sur les fronts pour soutenir la progression des troupes au sol. Le 16 mai 1942, lors d'une conférence, Hermann Goering fit une remarque intéressante. En effet, si les formations de bombardiers réussissaient à percer la défense aérienne au-dessus de la Manche, il n'y « avait rien en Allemagne pour s'y opposer ». Cependant, le manque d'attaques massives de la part des Américains et l'échec des raids diurnes britanniques ont fait que peu de stratèges se sont préoccupés du développement de la protection.
Les missions de bombardement au-dessus du Théâtre d'Opération Européen (ETO) furent assurées par les 8th USAAF et 15th USAAF. Ces unités étaient équipées avec les bombardiers lourds Boeing B-17 Flying Fortress et Consolidated B-24 Liberator. Les B-24 avaient une vitesse, un rayon d'action et une capacité d'emport supérieurs aux B-17 mais ils avaient du mal à rester en formation au-dessus de 6 500 mètres, ce qui les rendait plus vulnérables aux chasseurs et à la Flak. En 1942, le commandement américain ne voyait pas le besoin d'escorteurs à long rayon d'action, et comme le Bomber Command considérait encore que les bombardiers passeraient toujours, les recherches sur ce type d'appareil restèrent au point mort. Le Lockheed P-38 Lightning avait été conçu comme un escorteur et pouvait convenir pour les missions de bombardement. Cependant, la production n'avait pas encore atteint son niveau maximal et les lourdes pertes au-dessus de la Méditerranée ont empêché son déploiement sur d'autres fronts. Comme solution temporaire, les Américains adoptèrent le Spitfire britannique ; mais il n'avait pas l'allonge nécessaire pour des missions profondes en territoire ennemi,.

### Jauger son adversaire
Le commandement allemand avait peu de respect pour l'aviation américaine. Goering assurait à Hitler que le B-17 était un appareil de qualité médiocre et que les Américains étaient justes bon à fabriquer des lames de rasoir. Cette méconnaissance des faits est surprenante compte tenu de l'importance du renseignement qui avait fourni des rapports détaillés sur les performances réelles et potentielles des appareils américains. Le Generaloberst Hans Jeschonnek avait été impressionné par ces rapports et les avait transmis à Hitler et Goering pour montrer le danger que représentait l'USAAF. Selon lui, la construction de chasseurs devait avoir la priorité absolue. Mais Hitler l'ignora et Jeschonnek écrivit son désespoir au général Friedrich von Boetticher qui avait participé à la mission militaire à Washington :

« Boetticher, nous sommes perdus. Durant des années, j'ai, sur la base de vos rapports, avancé mes idées à Hitler et à Goering mais mes requêtes sur l'expansion de la Luftwaffe ont été ignorées. Nous n'avons plus la défense aérienne que j'ai demandée et qui est nécessaire... Nous n'avons presque plus de temps...de nous donner les armes pour repousser cette terrible menace que vous aviez signalée et qui approche. Puis nous serons recouverts d'un écran aérien qui paralysera notre pouvoir de résistance. »

Jeschonnek manquait de personnalité pour convaincre ses supérieurs de la réalité de la situation, finalement incapable de s'imposer face à l'optimisme affiché sur la victoire allemande.

### Les objectifs américains
Les objectifs américains différaient de ceux de la RAF. Le moral des civils allemands n'était pas la priorité des stratèges de l'USAAF. Le renseignement considérait que le bombardement de cibles économiques, comme les centrales électriques, pouvait permettre de parvenir aux mêmes résultats sans réaliser des bombardements de terreur comme la RAF. Selon les services de renseignement américains, l'armée allemande et l'économie étaient déjà en souffrance dès 1942 et certaines cibles étaient particulièrement sensibles aux attaques. Ainsi les sites de production d'huile, de pétrole et de caoutchouc synthétique furent désignés comme prioritaires. Les bases d’U-Boote furent également constamment visées dans le cadre de la bataille de l'Atlantique.

## La domination de laLuftwaffe(1942-1943)

### La guerre de jour

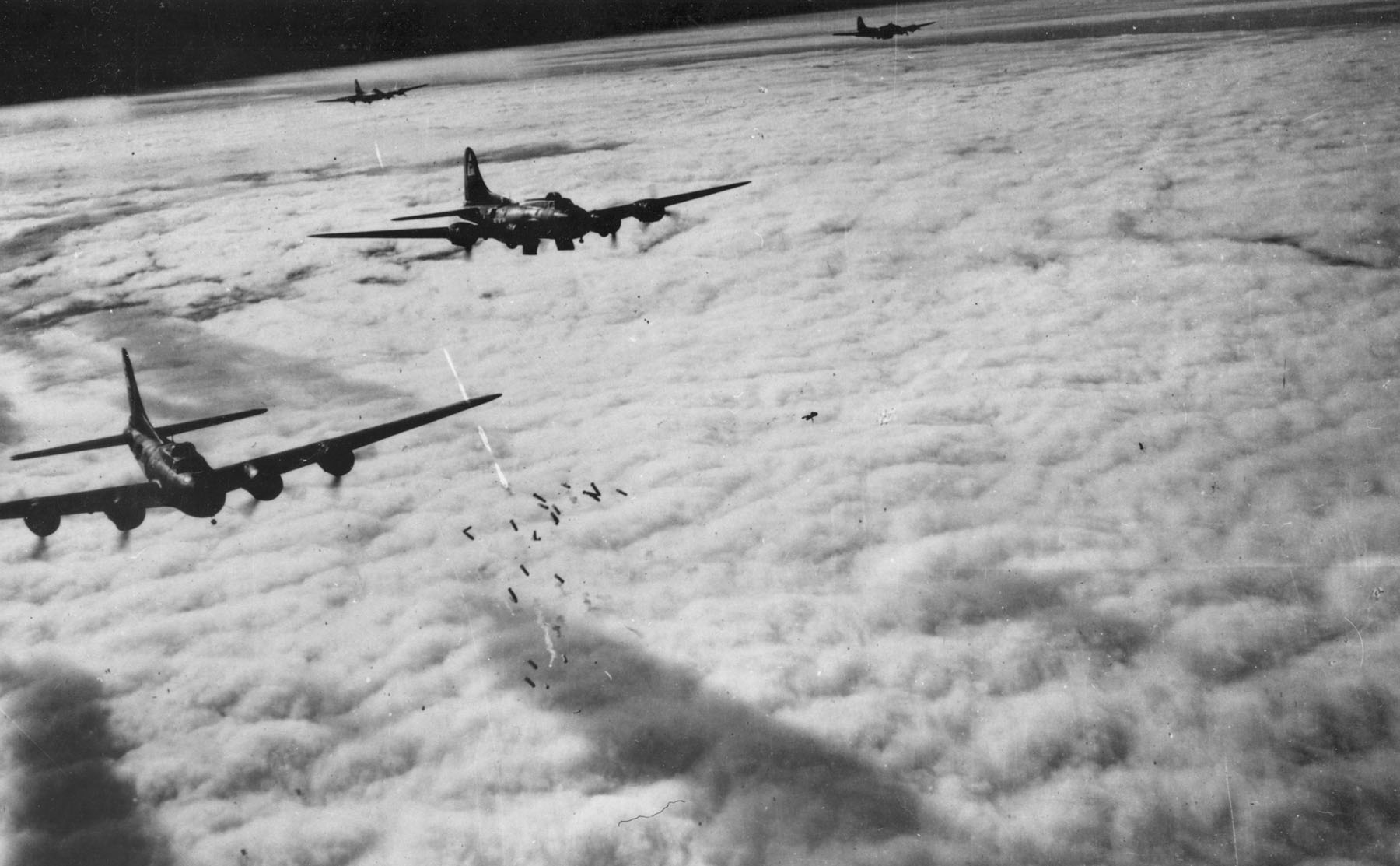
Des bombardiers B-17 larguent leurs bombes à travers les nuages sur la ville de Breme le 13 novembre 1943.

L'entrée en action des forces armées américaines sur le théâtre européen fut lente. Il s'écoula plus d'un an entre la déclaration de guerre et les premiers raids de l'USAAF. De petites formations de B-17 avaient déjà opéré au-dessus de la France et des Pays-Bas en 1942 mais comme la RAF en 1939-1940, elles n'avaient pas causé de lourds dégâts. Leur premier raid sur l'Allemagne visa Wilhelmshaven le 27 janvier 1943. Les défenses aériennes allemandes étaient composées du Lw Bfh Mitte, protégeant les Pays-Bas et l'Allemagne, et de la Luftflotte 3 qui protégeait la Belgique et la France. Ces unités étaient cependant dispersées du fait de la vaste étendue de territoire à défendre.
L'état-major de la Luftwaffe continuait de privilégier la production de bombardiers et peu d'attention était prêtée aux nouveaux chasseurs. Le 22 février 1943, durant une conférence avec son état-major, dont Milch et Jeschonnek, Goering refusa d'accepter que les Américains disposaient d'un chasseur efficace. Le Republic P-47 Thunderbolt qui venait d'apparaitre au-dessus du Reich était considéré comme inférieur aux chasseurs allemands.

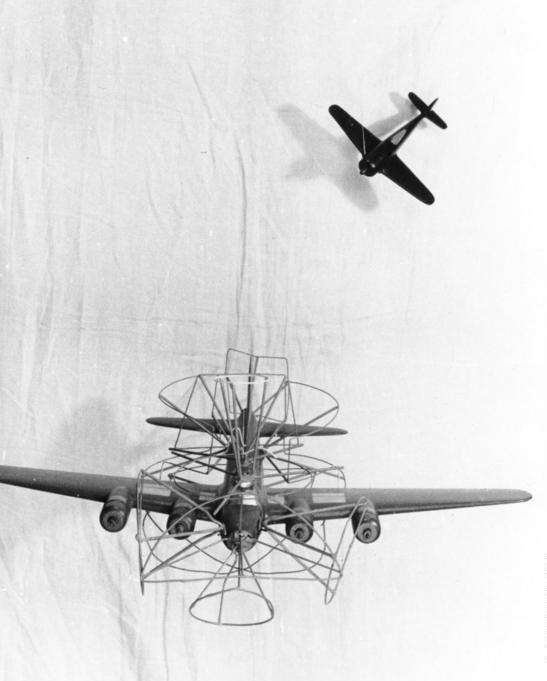
Matériel d'entraînement allemand pour la formation des pilotes de chasse. Les arcs métalliques sur le B-17 représentent le champ d'action des mitrailleuses.

Le 18 mars 1943, Goering se plaignit que les concepteurs l'avaient trompé. Selon lui, le Bf 109 approchait de la fin de sa carrière et il n'y avait toujours aucun remplaçant à l'horizon. Milch et Albert Speer, tout juste nommé ministre de l'armement, ne pouvaient pas faire grand-chose car leurs efforts étaient tournés vers l'augmentation de la production d'appareils existants pour faire face à l'accroissement de la menace alliée. Les projets comme le Focke-Wulf Ta 152, le Dornier Do 335 Pfeil et le Messerschmitt Me 262 furent repoussés. Les batailles aériennes de 1943 et de 1944 impliquèrent donc de vieux modèles comme le Junkers Ju 88, le Messerschmitt Bf 110, le Bf 109 et le Fw 190 qui avaient été conçus avant 1939.
Les P-47 et les Spitfire du 8th USAAF n'avaient pas le rayon d'action suffisant pour escorter les bombardiers loin en territoire ennemi. Cependant, la Jagdwaffe avait pour ordre d'engager toutes les formations de bombardiers, même sous escorte. Les Bf 109 devaient engager les escorteurs tandis que les Fw 190 avaient pour mission de détruire les bombardiers. Le P-47 était très bien armé et avec le Spitfire, ils représentaient de bons escorteurs à court rayon d'action. Ainsi, l'ordre d'engager en toute circonstance était parfois restreint et les Allemands ne pouvaient attaquer les formations de bombardiers tant que l'escorte était présente. Après la fin de la campagne nord-africaine en mai 1943, la puissance du 8th USAAF commença à croître rapidement.

### Les défenseurs ont l'avantage

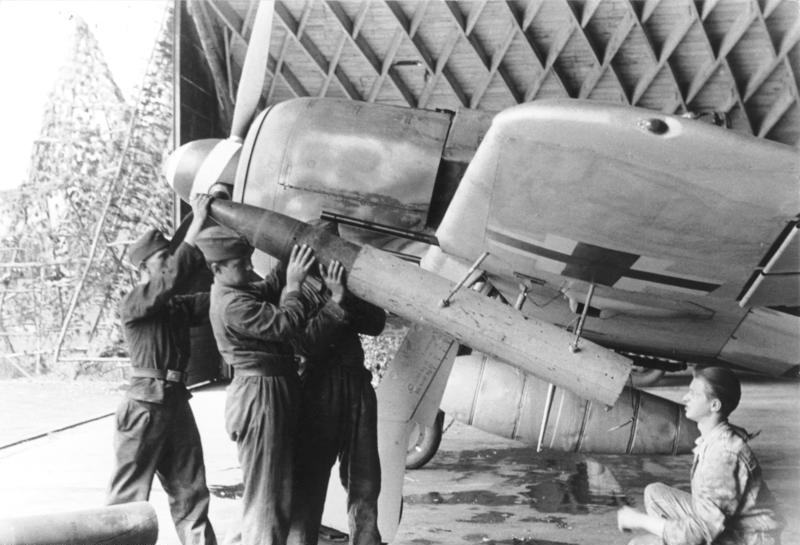
Armement d'un lance-roquettes Werfer-Granate 21 sous l'aile d'un Fw 190 en 1943.

L'efficacité de la chasse allemande atteignit son maximum durant l'année 1943. Sans escorteurs à long rayon d'action, les formations de bombardiers de l'USAAF subissaient de lourdes pertes. L'armement des appareils allemands devint plus imposant pour affronter les bombardiers lourds. Certains Bf 109 furent équipés de canons de 30 mm et de mitrailleuses lourdes de 20 mm. De même, certains Messerschmitt Me 410 reçurent une version modifiée du lance-roquettes Nebelwerfer. Ces améliorations eurent un effet dévastateur sur les bombardiers américains. En dépit des ordres de l' OKL selon lesquels les chasseurs devaient attendre que l'escorte se retire faute de carburant, les pilotes allemands n'hésitaient pas à engager les escorteurs de l'USAAF. Cependant, l'armement lourd diminuait les performances des appareils et lors d'une importante série de raids alliés, l'USAAF ne perdit que 7 P-47 contre 27 appareils allemands. Durant cette période, la Luftwaffe réalisa une série de nombreuses victoires sur l'aviation américaine. La mission de bombardement de Schweinfurt et de Regensburg le 17 août 1943 ne causa que peu de dégâts aux usines d'armement mais l'USAAF perdit 60 B-17 sur les 250 engagés tandis que la Luftwaffe n'eut à déplorer que la perte de 40 chasseurs.
Une seconde tentative le 14 octobre 1943 n'eut guère plus de succès. Sur les 291 B-17 au décollage, 59 furent abattus, un dut amerrir dans la Manche, cinq s'écrasèrent en Grande-Bretagne et douze autres furent envoyés à la casse du fait des dégâts subis ; soit un total de 77 bombardiers. 122 subirent des réparations avant de retourner au combat. 650 hommes sur les 2 900 ne rentrèrent pas. Les pertes allemandes ne furent que de 38 appareils.
Les tactiques des chasseurs allemands n'expliquent qu'une part de leur succès. Les premières séries de B-17 ne disposaient pas de tourelles sous le nez de l'appareil. Les chasseurs allemands étaient donc encouragés à attaquer la tête pour exploiter ce manque d'armement défensif. Cette tactique fut couronnée de succès jusqu'à l'apparition des tourelles de nez sur les séries ultérieures. Cette défaite entraîna l'arrêt des missions profondes en territoire ennemi jusqu'à la Big Week en février 1944 lorsque les escorteurs purent protéger les bombardiers tout au long du raid.
En octobre 1943, le major-général Ira C. Eaker ordonna que tous les nouveaux P-38 et P-51 soient envoyés sur l'ETO. Pour renforcer la 8th USAAF, la 15th USAAF fut basée en Italie après l'opération Avalanche en septembre 1943. Cela eut un effet désastreux sur la Luftwaffe qui devait maintenant faire face à des attaques venant de deux directions différentes. Les champs pétroliers de Roumanie étaient maintenant à la portée des bombardiers alliés de même que la Grèce, les Balkans, l'Autriche et le sud de l'Allemagne.
L'introduction en masse des réservoirs jetables chez les appareils alliés accrut encore plus la pression sur la Luftwaffe. Ainsi équipés, les P-47 pouvaient atteindre Francfort tandis que les P-38 pouvaient atteindre la frontière tchèque. À partir de mars 1944, les P-51 récemment introduits pouvaient rejoindre Prague et revenir en Angleterre.

### La guerre de nuit

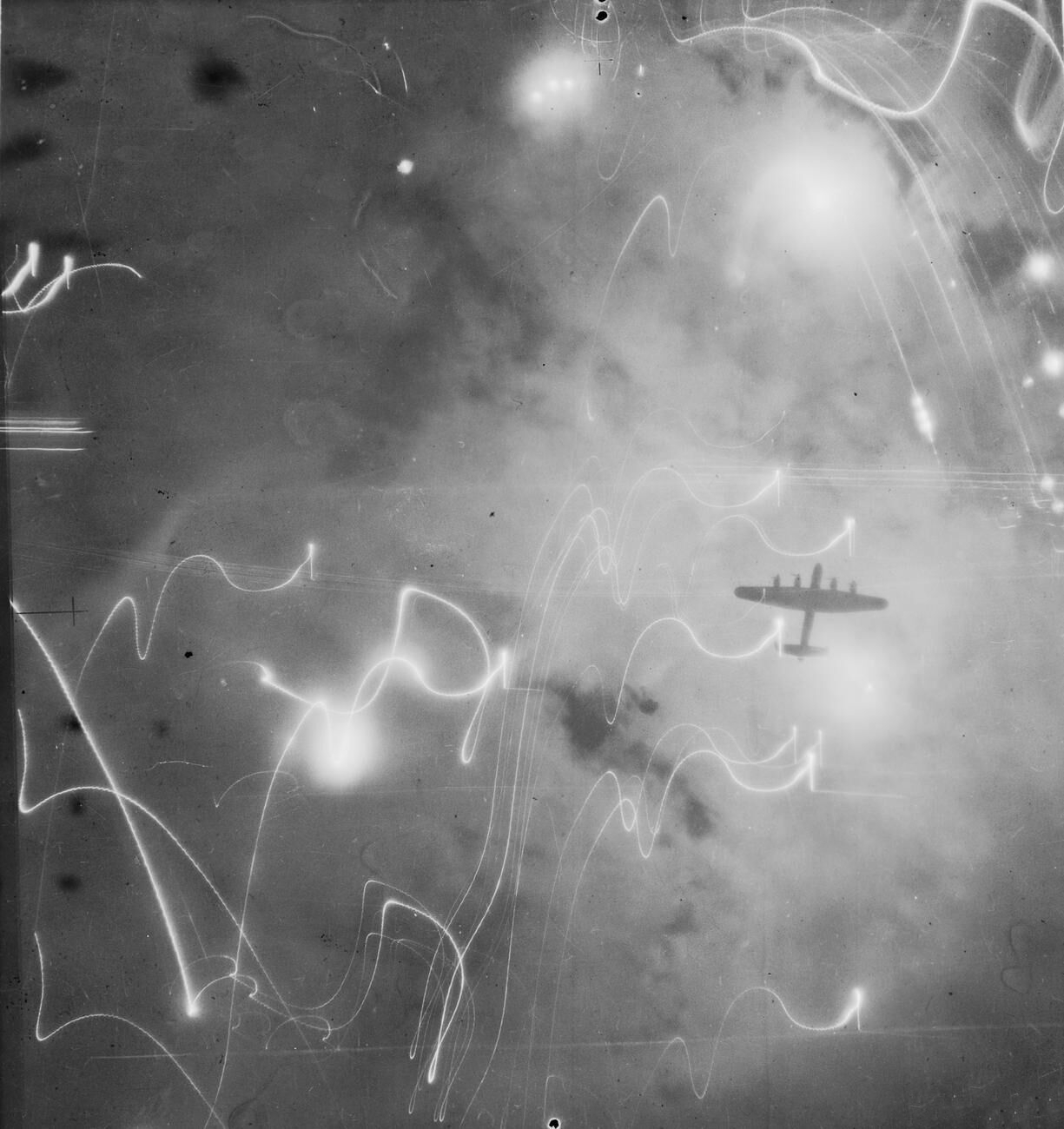
Un Avro Lancaster au-dessus de Hambourg dans la nuit du 30 au 31 janvier 1943.

Les bombardiers de la RAF bombardaient l'Allemagne depuis 1940, mais jusqu'en 1942, la RAF ne disposait pas de bombardiers quadrimoteurs comme l'Avro Lancaster pouvant emporter d'importantes cargaisons de bombes. Jusqu'en 1942, elle manquait également d'appareils éclaireurs chargés de marquer les cibles pour obtenir un bombardement efficace. De son côté, la Luftwaffe, de l'aveu même de Hermann Goering, manquait de chasseurs adaptés au combat de nuit.
Le Messerschmitt Bf 110, qui avait prouvé son inefficacité en tant qu'escorteur de jour, fut choisi pour mener la défense du ciel allemand durant la nuit. Disposant d'une vitesse et d'un rayon d'action satisfaisant et d'un excellent armement, c'était le destructeur de bombardier idéal. En octobre 1940, le général Josef Kammhuber fut nommé « général de la chasse de nuit ». Immédiatement, il augmenta le nombre de canons à lumières et de détecteurs sonores sur les côtes de la mer du nord durant l'hiver 1940-1941, jusqu'à ce qu'un meilleur équipement soit disponible.
Kammhuber avait suggéré de suivre les bombardiers et de les attaquer au moment de leur décollage sur les bases britanniques mais cette suggestion ne fut pas retenue par Hitler. Selon lui, les Allemands devaient voir les bombardiers se faire étriller au-dessus du Reich et être ainsi convaincus qu'ils étaient protégés. Cette décision soulagea Harris et le Bomber Command car en 1940-1941, les deux-tiers des pertes britanniques étaient dues à ces offensives.

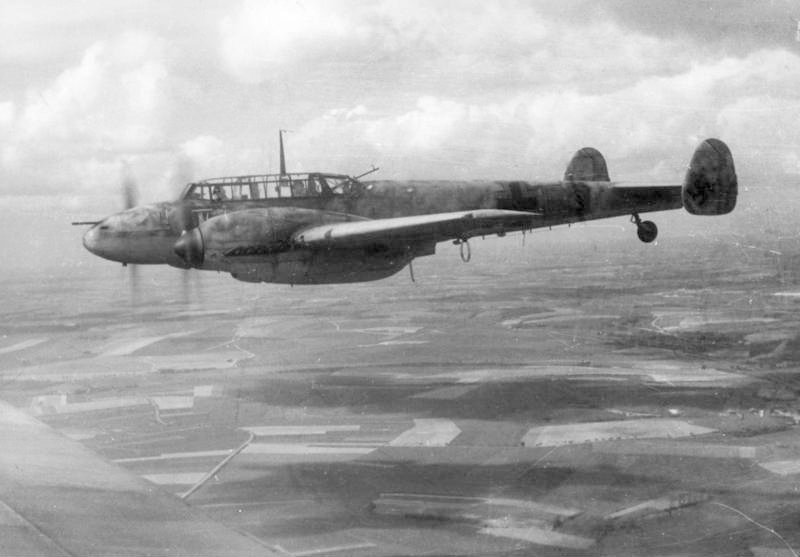
Un Messerschmitt Bf 110 reconverti en chasseur de nuit.

En réponse, Kammhuber fit construire la ligne Kammhuber composée de canons à lumière et de radars Würzburg. Ces radars permettaient de suivre les formations de bombardiers anglais et les formations de chasseurs allemands. En février 1942, une opération commando britannique permit de capturer un de ces radars. Les renseignements récoltés menèrent les Anglais à développer une nouvelle tactique. Ils enverraient tous leurs bombardiers dans un secteur pour submerger les quelques intercepteurs présents dans cette zone. Malgré cela les pertes britanniques restèrent très lourdes en 1943.
Le Bomber eut peu de succès durant cette période. Le bombardement de Cologne en mai 1942, la longue bataille de la Ruhr et le bombardement de Hambourg furent des exceptions dans ce qui fut une véritable guerre d'attrition. La RAF perdait des centaines de bombardiers et était proche de la rupture. Néanmoins, la bataille de la Ruhr avait sévèrement perturbé la production allemande. La production d'acier baissa de 200 000 tonnes et les industries d'armement avait besoin de 400 000 tonnes d'acier. Après avoir doublé la production en 1942, celle-ci n'augmenta que de 20 % en 1943. L'accroissement de la production prévu dut être annulé. Ce désordre provoqua la Zulieferungskrise ou crise des sous-composants. La production d'appareils pour la Luftwaffe cessa brusquement d'augmenter. La production mensuelle n'augmenta pas entre juillet 1943 et mars 1944.
La Luftwaffe souffrait également car elle ne pouvait se permettre la moindre perte humaine ou matérielle qu'elle aurait du mal à remplacer. Tandis que ses pertes approchaient celles des Britanniques, les équipages souffraient du mauvais temps, des accidents dus au vol de nuit et au manque d'entraînement. Durant les trois premiers mois de l'année 1944, elle perdit 15 % de ses effectifs. La contribution du Bomber Command à l'effort de guerre allié reste controversé. À la fin de 1943, le pouvoir allemand s'inquiétait d'une baisse du moral et d'une possible révolte qui s'ensuivrait. Joseph Goebbels, le ministre de la propagande, dénonça ces raids de terreur et chercha à rallier la population dans le but d'améliorer son moral. Albert Speer rapporta dans son journal que les peurs de Goebbels étaient infondées. En effet, la RAF avait failli à briser le moral populaire. Néanmoins, après la guerre, une étude américaine conclut que le moral avait chuté. 75 % des Allemands pensaient que la guerre était perdue du fait de l'échec de la Luftwaffe à arrêter les bombardements.

## Déclin et redressement (1944)

### Guerre de jour

#### Réorganiser laLuftwaffe

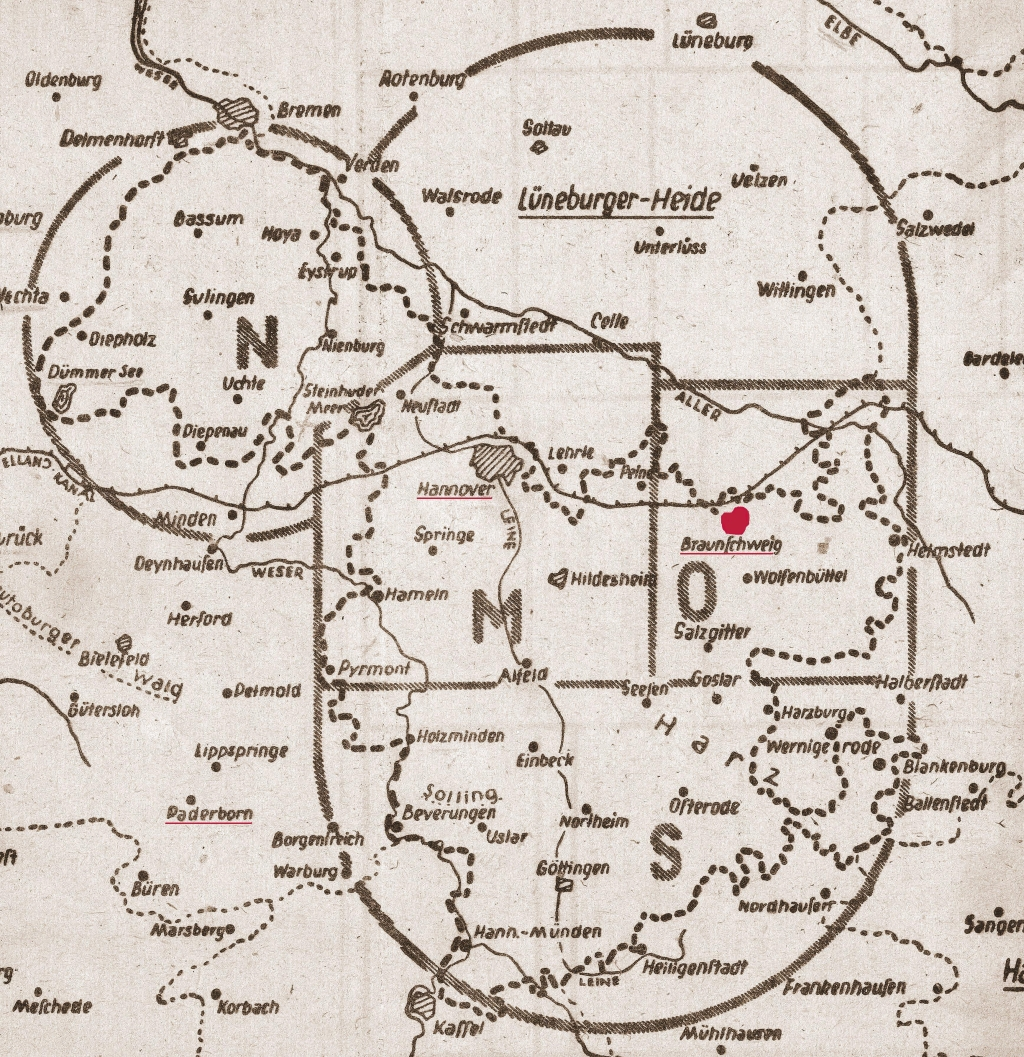
Une carte des défenses aérienne du Brunswick. Octobre 1944.

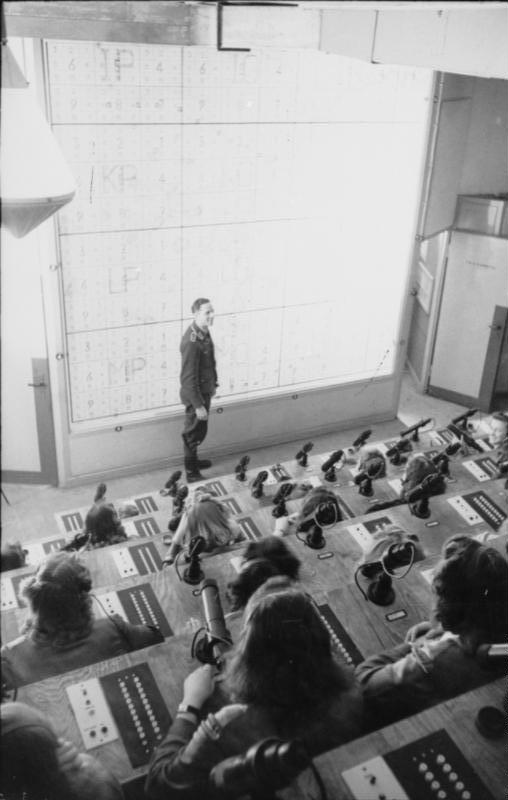
Quartier général de la 4e division de Flak à Duisbourg.

Les apparitions d'escorteurs de l'USAAF à l'est de Brême furent une mauvaise surprise pour l'état major allemand. La défense de l'Allemagne devint la priorité. Le Generaloberst Wiese rencontra Adolf Galland en novembre 1943 pour essayer de résoudre ce défi. Trois divisions de chasseurs furent chargées de protéger le ciel allemand. La 3. Jagddivision était la première ligne protégeant la frontière avec la France et la Belgique. La 1. Jagddivision était chargée de la défense des Pays-Bas et le nord ouest de l'Allemagne, la 3. Jagddivision devait défendre le Danemark et du nord de l'Allemagne en étant basée à Hambourg. La 4. Jagddivision avait pour mission la surveillance de la zone de Berlin tandis que la 5. Jagddivision protégeait le sud et le centre du pays.
Le commandant en chef de la 3. Jagddivision suggéra la chronologie suivante :
- Tous les Bf 109 seraient engagés dans l'attaque des escorteurs
- Deux Gruppen (groupes) de chasseurs doivent décoller en avant de la force d'interception principale pour disperser l'escorte
- Les Fw 190 lourdement armés seraient dirigés vers les formations de bombardiers une fois que ceux-ci auraient perdu leur escorte

Wiese ajouta deux autres ordres : 
- Les Bf 110 et Ju 88 n'attaqueraient que si les bombardiers avaient perdu leur escorte comme décrit ci-dessus.
- Ceux-ci sont autorisés à attaquer les bombardiers si ceux-ci opèrent au-delà du rayon d'action de leurs escorteurs.

À ce moment, l'importance de la défense du territoire fut reconnue et Wiese fut remplacé par le plus expérimenté Hans-Jürgen Stumpff
À partir de 1944, la Luftwaffe fut autorisée à utiliser des bandes de couleurs distinctives sur l'empennage de ses appareils pour distinguer les formations de combat.
Malgré les importantes pertes de l'été, la Luftwaffe compte encore dans ses effectifs à l'automne 1944 entre 15 et 25 % de vétérans, aviateurs expérimentés, redoutés des aviateurs alliés, incapables de rivaliser face à de tels professionnels. En effet, malgré les pertes, elle met en ligne 1 350 monomoteurs, dont les 3/4 utilisés pour la chasse de nuit.
Dans le même temps, la DCA est réorganisée et le Reich se couvre de postes de DCA. Lourde ou légère, cette DCA fixe est installée à proximité des usines, des autoroutes, des gares de triage, des dépôts ferroviaires. Elle est doublée par une DCA mobile, montée sur train, extrêmement efficace. Dans l'ensemble, la Flak abat ainsi plus de 1 000 bombardiers durant les 8 derniers mois du conflit.

#### La réorganisation de l'USAAF
Au même moment, Henry Harley Arnold annonce les ordres pour l'USAAF en Europe :

« Mon message personnel à votre attention — il est important — est de détruire la force aérienne ennemie où que vous la trouviez, dans les airs, au sol et dans les usines. »

Le général Eaker fut relevé de son commandement et le lieutenant général Carl A. Spaatz reçut le commandement des forces stratégiques de l'ETO. James H. Doolittle devint quant à lui le commandant du 8th Air Force et le 21 janvier, il ordonna que la chasse allemande soit détruite en prélude au débarquement de Normandie. Pour cela, il faut mener une guerre d'attrition contre la Luftwaffe. Le général Eaker fut placé à la tête du MTO opérant en Italie.

#### La grosse semaine
Les stratèges voulaient forcer la Luftwaffe à s'engager dans une bataille décisive en lançant des bombardements massifs sur l'industrie aéronautique allemande. En détruisant la Luftwaffe, les Alliés obtiendraient la suprématie aérienne et pourraient débuter l'invasion de l'Europe (l'opération Overlord) dans de bonnes conditions. Doolittle commença sa campagne pour la destruction de la Luftwaffe durant la « grosse semaine » (officiellement nommée l'opération Argument par L'USAAF), du 20 au 25 février 1944.
Les bombardements de jour furent également assurés par le Bomber Command, bien qu'il continuât ses missions nocturnes. Arthur Travers Harris étant réticent à fournir des bombardiers car cela les détournait de la tactique de bombardement de zone, il fallut un ordre direct du Air Chief Marshal Charles Portal, le Chief of the Air Staff de la RAF pour le forcer à coopérer. Le Fighter Command fournit également une escorte aux bombardiers de l'USAAF.

P-51 Mustangs en vol durant l'été 1944. À la différence du Spitfire, celui-ci pouvait escorter les bombardiers à l'aller et au retour. Sa présence brisa la Luftwaffe en 1944-1945.

Les pertes furent lourdes des deux côtés. Le 15AF, le 8AF et le Bomber Command perdirent respectivement 90, 157 et 131 bombardiers. La Luftwaffe avait perdu 335 appareils, 100 pilotes d'élite et ses capacités opérationnelles diminuèrent de 50 %. La production aéronautique allemande ne diminua que faiblement ; néanmoins, la guerre d'attrition allait anéantir les capacités de la Luftwaffe et offrir la supériorité aérienne aux Alliés.
Un des facteurs les plus importants de la « grosse semaine » fut l'introduction du P-51. Il avait le rayon d'action pour escorter les bombardiers alliés à l'aller comme au retour, grâce à un réservoir additionnel ventral (largable). Ses performances et son armement lui permettaient d'engager et de détruire n'importe quel appareil à pistons allemand. Le nombre de ces appareils n'allait plus cesser d'augmenter, notamment le modèle P51-D qui fut livré aux escadrons de chasse à compter du mois de mars ; ils furent des milliers à la fin de l'année 1944, assurant la supériorité aérienne sur la chasse adverse. La chasse allemande fut saignée à blanc dans des engagements contre ces appareils, et ne put assurer sa mission principale, à savoir la destruction des bombardiers.
Tandis que la production aéronautique ne subit que peu de dommages, la Flak est développée pour la défense des sites industriels. Le nombre de canons utilisés pour cette mission passa de 791 canons en 1940 à 2 132 pendant l'été 1943.

#### Bataille de Normandie
La Luftwaffe subit une pression énorme durant mars et avril 1944. Les pertes furent insupportables. D'après un rapport d'Adolf Galland, le 27 avril 1944, 500 appareils et 400 pilotes furent perdus lors des dix dernières opérations, il ajouta que 1 000 pilotes étaient morts depuis le début de l'année. Selon lui, la Luftwaffe combattait à un contre sept et le niveau d'entrainement des pilotes alliés était « extraordinairement élevé ». Près de 25 % des pilotes disparurent durant le seul mois de mai 1944. Adolf Galland reconnut que la guerre d'attrition ne pouvait être gagnée et insista sur la qualité plutôt que sur la quantité. Galland écrivit dans son rapport du 27 mai : « Je préférerais avoir un Me 262 plutôt que cinq Bf 109. J'avais l'habitude de dire trois Bf 109 mais la situation a changé. ». Après la guerre, il commenta la guerre au-dessus de la Normandie : 

« Dès qu'un appareil sortait de son abri camouflé, un ennemi lui tombait dessus immédiatement. Le risque d'être repéré et détruit était toujours présent. À la fin, nous nous sommes retirés dans les forêts. Avant et après chaque mission, l'appareil était sorti et rentré dans son abri feuillu avec de grandes difficultés. Quatorze jours après l'invasion, les unités étaient tombées si bas que ni le remplacement du matériel ou du personnel ne serait suffisant pour les redresser »

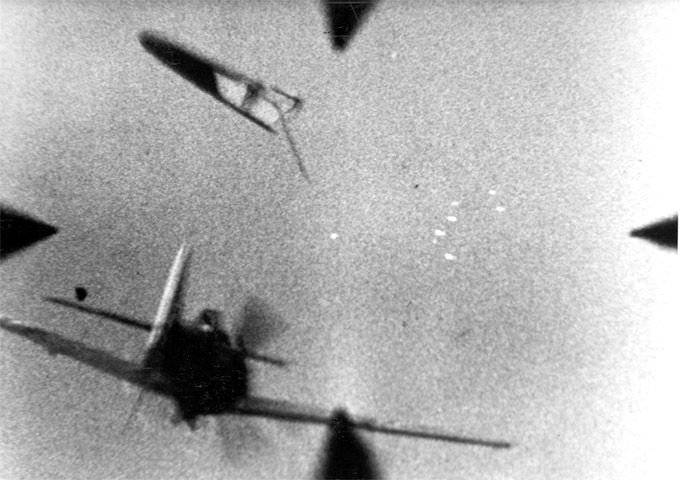
Un Fw 190 abattu par un chasseur américain. On remarque que la verrière du cockpit a été éjectée, signe que le pilote allemand va tenter de sauter.

En mai 1944, les pertes américaines commencèrent à diminuer tandis que les pertes allemandes montèrent en flèche. La Luftwaffe déplora la perte de 50,4 % de sa force et de 25 % des pilotes rien qu'au mois de mai. Durant les cinq premiers mois de l'année, 2 262 pilotes furent abattus. Le 31 décembre, elle avait 2 395 pilotes de chasse (1 491 complètement opérationnels, 291 en partie et le reste n'était pas opérationnel). Les pertes durant les cinq premiers mois représentaient presque 100 % de la flotte de jour. En dépit du mythe populaire selon lequel Josef Priller et son ailier réalisèrent l'unique sortie aux dessus des plages du débarquement, plus de 170 missions furent réalisées pour soutenir les troupes au sol. Néanmoins, cela fut parfaitement symbolique face aux 14 000 sorties alliées lors du 6 juin. Moins de 36 heures après le début de l'invasion, plus de 200 Bf 109 et Fw 190 furent déployés en renfort. Face au manque de chasseurs-bombardiers spécialisés, la Luftwaffe fut forcée d'équiper ses chasseurs avec des bombes. Le faible entrainement pour ce type de mission provoqua de lourdes pertes. L’OKL changeait constamment ses priorités et ne fit rien pour faciliter la vie des unités du front. Après l'échec de l'attaque au sol, les unités de chasseurs devaient reprendre la supériorité aérienne aux Alliés. La chasse allemande était pourtant largement inférieure en nombre et les pertes furent bien évidemment énormes. Entre le 6 et le 30 juin, les Allemands perdirent 931 appareils en 13 829 sorties. La force aérienne alliée réalisa 130 000 sorties pour soutenir les troupes au sol. Des efforts désespérés furent faits pour combler les pertes épouvantables mais l'introduction d'apprentis à peine entrainés ne pouvait qu'aggraver la situation.

### La guerre de nuit

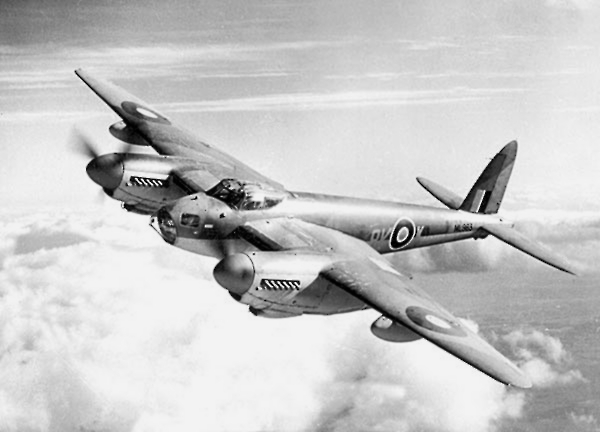
Mosquito B XVI, 1944. Le Mosquito était une grande menace pour les chasseurs de nuit allemands.

Harris et Spaatz étaient opposés au changement de mission de leurs unités pour soutenir l'invasion en Normandie. Harris en particulier était furieux de ce changement. La proposition américaine d'unifier le 8AF et le 15AF sous le même commandement fut considérée par les Britanniques comme une menace à l'indépendance du Bomber Command. Néanmoins, si le Bomber Command conserva son indépendance au niveau opérationnel, Portal força Harris à transférer une partie de son aviation pour soutenir les préparatifs du débarquement. Eisenhower appelait à la destruction de toutes les gares de triage et de tout le matériel roulant ferroviaire en France occupée. En mai-juin 1944, l'aviation alliée mena la destruction de ces cibles en tuant 12 000 civils. Le ciel français était plutôt calme la nuit, la Luftwaffe en profita. En juin 1944, le Bomber Command reçut l'ordre de bombarder des raffineries dans la Rhur, les pertes furent lourdes. Le 11 septembre, le commandement suprême rendit le Bomber Command à Portal.
Dans les six premiers mois de 1944, à la différence de l'USAAF, le Bomber Command dut combattre les tentatives allemandes pour gagner la bataille de la technologie. Le Bomber Command avait introduit les paillettes, connues par les Allemands sous le nom de Düppel, qui se composaient de petites lamelles d'aluminium qui étaient larguées pour brouiller les radars allemands et rendre difficile la localisation des bombardiers. En retour, les Allemands introduisirent la tactique du Wilde Sau dans laquelle les chasseurs repéraient visuellement les bombardiers sans être guidés par le radar. La tactique n'eut qu'un succès limité. Pour limiter encore plus les pertes, les formations de bombardiers zigzaguaient pour éviter d'être interceptés. Plus tard, les "Mandrels" furent utilisés pour saturer les radars allemands et attirer les Allemands vers une zone vide.
La réponse allemande fut d'accroitre l'efficacité des systèmes radars au sol. Le Corps d'observation allemand eut un rôle majeur en déployant les radars à longue portée Wassermann et Mamuth et en centralisant les données. Ils interceptaient également les signaux des systèmes d'identification pour pister les bombardiers. Lorsque le Bomber Command coupa ce système, les Allemands espionnèrent le radar d'alerte Monica installé dans la queue des bombardiers et le radar H2S. Le H2S était suivi par le détecteur de radar Naxos et le Monica était suivi par le détecteur Flensburg, tous deux montés à bord des chasseurs de nuit.
L'introduction du radar Lichtenstein devait permettre de ne plus être parasité par les paillettes et fut introduit à la fin de l'année 1943. Le système était très efficace et avait peu de défauts. En dépit des raids bidon qui continuaient de divertir les unités allemandes, le nouveau radar fut capable d'infliger 8 à 9 % de pertes à chaque raid.
La libération de la France en 1944 relança les bombardements. Les armées alliées contrôlaient à présent la majeure partie de la ligne Kammhuber. Les chasseurs nocturnes continuaient d'infliger un niveau de pertes constant au Bomber Command d'environ 4 % en juillet 1944. Cela s'explique par l'augmentation du nombre de chasseurs qui passa de 550 en juillet 1943 à 775, un an plus tard. Introduites en 1942, les variantes nocturnes du De Havilland Mosquito se révélèrent supérieures aux appareils allemands. Le ratio victoire/défaite était de 1/2. Cependant, même s'il augmenta les pertes au sein de la Luftwaffe, il ne put empêcher un niveau de pertes important au sein du Bomber Command jusqu'à la fin de la guerre.

## La guerre du pétrole (mai - août 1944)

### Stratégie de Spaatz
Les stratèges alliés avaient compris que le ravitaillement en pétrole était le point faible de l'armée allemande. En 1938, le pétrole allemand était aux deux-tiers importé. Au fur et à mesure que la guerre approchait, les Allemands se rabattirent sur la production d'essence synthétique. IG Farben convertissait le charbon en essence et devint responsable de l'approvisionnement de la Luftwaffe. Le 23 novembre 1940, l'entrée de la Roumanie et de la Hongrie dans le pacte tripartite permit à l'Allemagne de mettre la main sur les puits de pétrole de Ploiești.
L'USAAF fit du pétrole sa cible prioritaire. À la fin du printemps 1944, elle disposait d'escorteurs capables de protéger les bombardiers jusqu'à Ploiești. Cependant, les missions de bombardement stratégiques entraient en conflit avec les missions de soutien des troupes au sol. Spaatz et Harris protestèrent encore une fois contre l'utilisation de leurs escadrilles pour le soutien au sol. Harris voulait poursuivre sa politique de bombardement de zone et Spaatz voulait attaquer les champs de pétrole. Les deux croyaient que leurs opérations allaient handicaper la machine de guerre allemande. Spaatz menaça de démissionner si au moins une de ses escadrilles n'attaquait les cibles pétrolières. Pour lui, les bombardements tactiques en France étaient absurdes car les voies ferrées étaient rapidement remises en état. De plus, il voulait pousser la Luftwaffe au combat et selon lui, cela ne pouvait pas arriver en bombardant les chemins de fer. Eisenhower céda et Spaatz ordonna au 15AF de bombarder les raffineries en Roumanie.

### La position de la Luftwaffe
L' OKL devait faire face à deux sérieux problèmes. Il fallait renforcer la Lufflotte 3 au détriment de la Luftflotte Reich pour faire face à l'imminente invasion de la France et renforcer la défense du Reich contre les incursions de l'USAAF.
Les Messerschmitt Me 163 et Messerschmitt Me 262 entraient juste en service tout comme le Fw 190A-8/R2 qui fut déployé en Roumanie. L'armement de cette version de Fw 190 consistait en deux canons de 30 mm Rheinmetall-Borsig MK 108 qui pouvaient détruire n'importe quel bombardier en quelques coups. Mais cet armement qui faisait d'eux des « tueurs de bombardiers » aggravait encore plus les performances déjà limitées de l'appareil à haute altitude. Il devait donc être escorté par les Bf 109 à l'instar des chasseurs bimoteurs comme les Ju-88 ou les Me 410.

### Batailles au-dessus des champs de pétrole

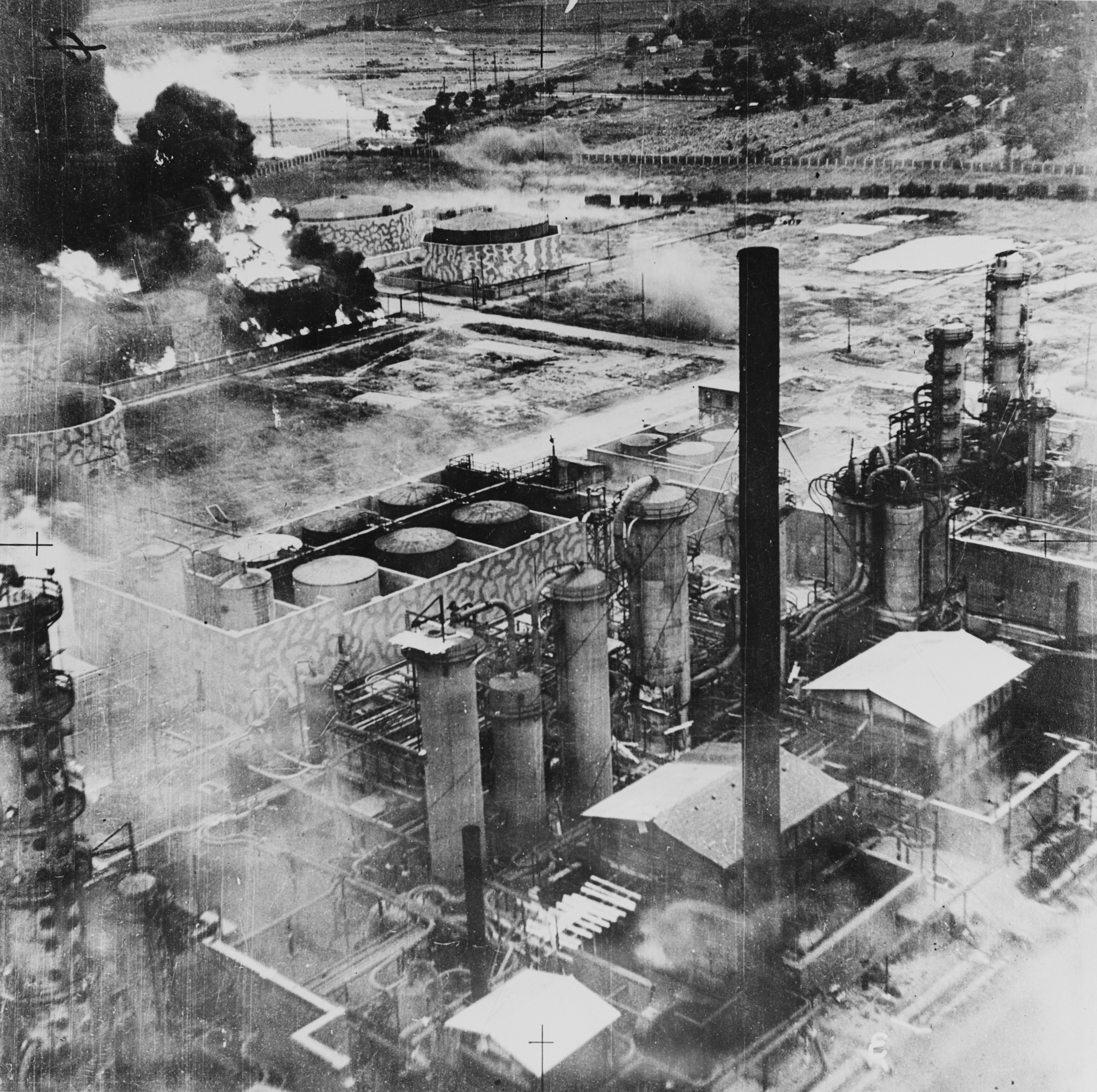
La raffinerie de Ploiești en feu après les bombardements de l'United States Army Air Forces lors de l'opération Tidal Wave, août 1943

Le 12 mai 1944, l'USAAF lance sa campagne de destruction des infrastructures pétrolières de l'Axe. 886 B-17 et B-24 décollent d'Angleterre vers les raffineries de Most et de Chemnitz. La formation était escortée par 876 chasseurs. Les 1er et 2d corps de chasseurs devaient les intercepter. Cependant, ils ne disposaient que de 475 monomoteurs et 40 bimoteurs. La bataille eut lieu au-dessus des monts du Taunus. Les bombardiers étaient bien escortés et les pertes de l'USAAF ne montèrent qu'à 41 B-17. En revanche, les pertes de la Luftwaffe furent lourdes.
Cette première attaque fut un désastre pour la Luftwaffe. Albert Speer écrivit, « L'ennemi a découvert un de nos points faibles. S'il continue ainsi, il n'y aura plus de production d'essence digne de ce nom ».

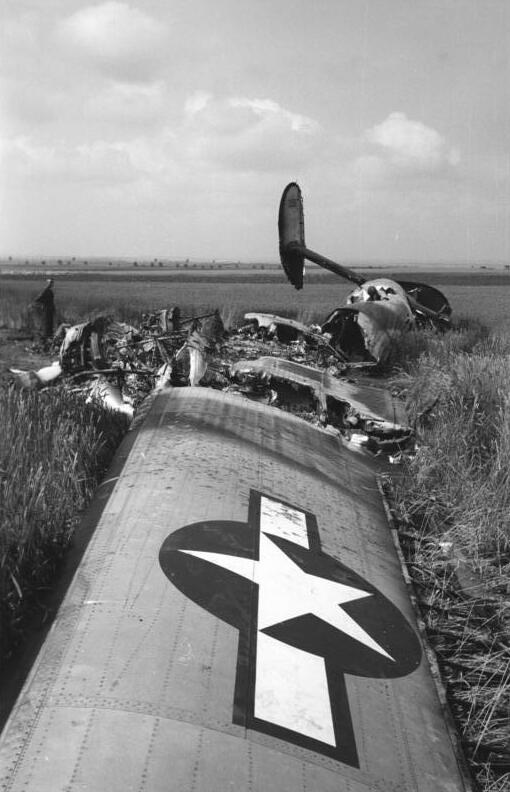
Un Consolidated B-24 Liberator du 492nd Bomb Group abattu lors d'une bataille aérienne au-dessus d'Oschersleben le 7 juillet 1944 ; 28 bombardiers lourds B-24 du même type furent perdus ce jour-là.

La Luftwaffe pouvait encore être victorieuse lorsqu'elle combattait des formations sans escortes,.
La situation devint catastrophique lors de l'apparition des grandes formations d'escorteurs. Le 1er groupe de chasse perdait 10 % de ses appareils lors de chaque mission tandis que chez les Alliés, le taux n'était que de 2 %,. Le 28 mai, la seconde mission de l'USAAF sur des cibles pétrolières en Allemagne qui fut menée par 1 341 bombardiers ne perdit que 32 bombardiers et 14 escorteurs. Le 1er Corps de Chasse perdit 52 appareils et 18 pilotes. Les bombardiers étaient tellement bien escortés que la plupart des équipages de bombardiers ne voyaient plus d'appareils allemands. Le 18 juin, le plus grand raid du 8AF eut lieu. 1 965 bombardiers et 1 111 chasseurs décollèrent pour détruire des cibles en Allemagne et en Pologne. Seuls 167 chasseurs allemands furent envoyés pour les intercepter.
En juin 1944, l'USAAF commença à mettre en place des missions où les appareils bombardaient des cibles en Europe occupée puis se posaient en territoire soviétique. Le chemin inverse serait effectué lors du retour. La première de ces missions eut lieu le 21 juin. 114 B-17 et 70 P-51 bombardèrent une raffinerie au sud de Berlin et continuèrent vers les lignes soviétiques. Cependant, la formation américaine fut suivie par un appareil allemand jusqu'à Poltava. La même nuit, la Luftwaffe bombarda l'aérodrome de Poltava, détruisant 43 B-17 et 15 P-51 et mit le feu à 200 000 litres d'essence. Les nuits suivantes, les Allemands attaquèrent les autres bases d'escale. En conséquence, les Soviétiques refusèrent que les chasseurs américains défendent les bases, en déclarant que la défense était de leur responsabilité. Réalisant que les Soviétiques ne pourraient pas protéger les bombardiers des raids nocturnes, les Américains abandonnèrent leurs plans pour implanter trois bases permanentes en Union Soviétique.
La campagne de destruction fut largement couronnée de succès. D'après Albert Speer, le 21 juillet, 98 % des raffineries de l'Axe étaient hors service. La production mensuelle passa de 180 000 tonnes en mars 1944 à 20 000 en novembre ; les stocks chutèrent de 575 000 à 175 000 tonnes.
À partir de septembre, le taux de pertes des formations alliées tomba à moins de 1 % tandis que celui de la Luftwaffe était compris entre 10 et 20 %. Les formations de bombardiers étaient 18 fois plus nombreuses que les formations de chasseurs. En septembre, le RLV avait perdu 371 appareils pour 307 appareils alliés abattus. Le dernier raid sur Ploiești fut réalisé le 19 août 1944. La Roumanie, qui avait combattu aux côtés de l'Allemagne, capitule le 23 septembre sous la pression de l'Armée Rouge et déclare la guerre à son ancien allié. Les unités allemandes se replient en Hongrie et en Yougoslavie.

### Entraînement et réponse tactique allemande
Les attaques eurent un effet dévastateur sur les unités de chasseurs. De plus en plus d'unités furent rapatriées du Front de l'Est pour renforcer la défense du Reich. Goering ordonna que l'entrainement soit plus approfondi et rapide pour accroître la taille de la chasse. Les pilotes de bombardiers furent convertis en pilotes de chasse. L'entrainement devint effectivement plus rapide mais il ne pouvait évidemment pas être plus approfondi. En 1944, le programme d'entraînement se réduisit à huit mois et 111 heures de vol dont seulement 20 sur de véritables avions de combat. C'est moitié moins qu'en 1942.
Les écoles de pilotage dépendaient du carburant. Elles réclamaient 60 à 80 000 tonnes d'essence par mois. Ainsi, elle comptaient pouvoir former 1 600 pilotes de chasse par mois. Leurs demandes ne furent jamais satisfaites. Seules 13 500 tonnes furent livrées en juillet 1944, 13 400 le mois suivant et 6 300 en septembre. Il y avait énormément de candidats mais les écoles de pilotage de base furent délaissées au profit des écoles de pilotage avancé. L'afflux de pilotes de bombardiers permit de maintenir les effectifs au plus haut niveau mais ce n'était pas suffisant. À l'automne, la Luftwaffe recherchait toute personne ayant une expérience de base du pilotage pour contourner les premiers niveaux de l'école de pilotage.

## Le«Grand Coup»
À partir du début 1944, la Luftwaffe rêvait du « Grand Coup » (allemand : Großer Schlag) c'est-à-dire la possibilité de lancer en une seule fois plusieurs milliers de chasseurs contre un grand raid de bombardiers américains. Néanmoins, le débarquement en Normandie et l'offensive d'été de l'Armée Rouge l'avaient contrainte à disperser ses unités sur le front. Pendant l'automne, les difficultés logistiques des Alliés occidentaux et les pluies d'automne sur le Front de l'Est offraient un répit. De plus, l'arrêt quasi total des opérations aériennes et le redéploiement des pilotes de bombardiers avait permis de rassembler l'essence et les effectifs nécessaire. En lançant plusieurs milliers d'avions d'un coup, la Luftwaffe escomptait obtenir la supériorité numérique sur les Américains dont chaque grand raid était composé d'au moins un millier de bombardiers et d'un nombre équivalent d'escorteurs. Ainsi, elle pourrait causer des pertes insupportables aux Américains et forcer l'USAAF à stopper temporairement ses bombardements. Le 12 novembre, la chasse allemande disposait de plus de 3 700 appareils, une force qu'elle n'avait jamais atteinte, dont 3 000 était destinés au « grand coup ».
Le 2 novembre, un raid de plus d'un millier de bombardiers et 800 escorteurs fut lancé contre l'usine de Leuna. En tentant de les intercepter, la Luftwaffe perdit 120 avions pour un maigre bilan de 40 bombardiers et de 16 chasseurs américains abattus. Quatre jours plus tard, l'affaire fut évoquée au Q.G. d'Hitler, à Rastenburg.

« “J'ai engagé 260 chasseurs et ai obtenu 20 victoires”, tempêta Hitler. Si j'en déploie 2 000, je n'aurai que 200 victoires. Ce qui signifie que je ne puis en aucune manière compter sur ces machines, même si elles sortent d'usine à un rythme infernal. Elles ne font que dévorer de la main d'œuvre et des matériaux. »

Hitler décida donc d'employer ses appareils pour une tout autre mission. En vue de rétablir la supériorité aérienne lors de la bataille des Ardennes, la Luftwaffe lança l'opération Bodenplatte. Insuffisamment préparée, cette opération fut le dernier sursaut d'une aviation allemande à l'agonie : une sorte de baroud d'honneur.

## L'agonie (1945)

### La guerre de jour

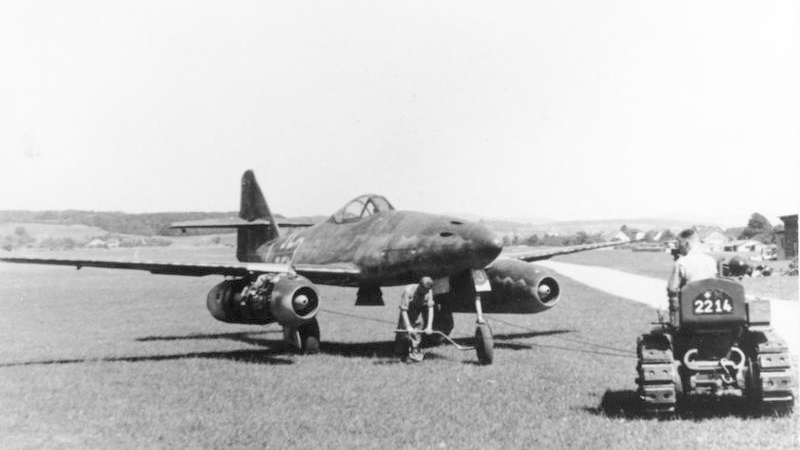
Un Me 262 en avril 1945. Le pilote Mutke a atterri à la base aérienne de Dübendorf en Suisse le 25 avril 1945 après avoir déserté la Luftwaffe.

À partir de l'hiver 1944-1945, la Luftwaffe fut largement dépassée en nombre par la RAF et l'USAAF en dépit du fait qu'elle n'avait jamais eu autant d'avions. Le 30 novembre, elle disposait de 7 666 appareils dont 3 040 pour la chasse de jour et 1 338 pour la chasse de nuit. La plupart des officiers de la Luftwaffe espéraient que des projets comme le Me 163 ou le Me 262 pourraient faire pencher la balance en leur faveur. À côté de ces innovations technologiques, la RLV se réorganisa en décembre 1944 en cinq grandes unités. La Jagddivision 1 couvrirait l'est de l'Allemagne et Berlin, la Jagddivision 2 protegerait la côte depuis la frontière hollandaise jusqu'au Danemark, la Jagddivision 3 serait chargée de l'ouest de l'Allemagne et en particulier de la Rhur tandis que la Jagddivision 7 défendrait le sud de l'Allemagne. Enfin la Jagddivision 8 couvrirait la Tchécoslovaquie.
La position de la Luftwaffe continua de se détériorer. Cependant, tandis que le territoire allemand rapetissait, le nombre de canons de la Flak augmentait. À partir de novembre, ils devinrent plus efficaces que la chasse. Ainsi, lors d'une attaque sur une raffinerie dans la Rhur, 59 bombardiers furent abattus par la flak contre 13 pour la chasse allemande. Les canons lourds réduisaient la précision des bombardements tout en indiquant la position des formations de bombardiers aux chasseurs allemands.
Les pertes atteignirent leur maximum le 26 novembre lorsque le RLV perdit 119 appareils et 60 pilotes contre seulement 25 escorteurs et 6 bombardiers de l'USAAF.
Pour améliorer la situation militaire de l'Allemagne, Hitler lança l'offensive Wacht am Rhein. La Luftwaffe devait soutenir la progression des troupes au sol. Du fait des nombreuses attaques de l'USAAF sur les cibles allemandes, les unités allemandes devaient d'abord se défendre avant de mener des opérations d'attaque au sol. 400 pilotes furent perdus entre les 16 et 31 décembre. Le 1er janvier 1945, elle lança l'opération Bodenplatte dans une tentative désespérée de relancer l'offensive allemande alors en difficulté. L'opération permit effectivement de détruire une centaine d'appareils alliés mais ce fut une véritable catastrophe pour la Luftwaffe, qui y gaspilla inutilement ses derniers pilotes et ses maigres réserves d'essence.
L'utilisation du Me 262 ou du Me 163 ne permirent pas de reprendre la supériorité aérienne. Le faible entrainement des pilotes et le manque d'essence ne permettaient plus d'utiliser ces appareils au maximum de leurs capacités.
À ce moment, l'invasion de l'Allemagne avait commencé. Les bases aériennes dans l'ouest du pays furent rapidement anéanties. Les missions de défense aérienne et d'attaque des têtes de pont alliées au-delà du Rhin furent très couteuses pour la Luftwaffe. La supériorité aérienne alliée était totale et les 13 et 14 avril 1945, 400 appareils allemands furent détruits. Les dernières missions furent menées à la fin du mois d'avril. La plupart des unités, réfugiées en Autriche et en Tchécoslovaquie, se rendirent en masse aux Alliés occidentaux pour éviter la capture par les soviétiques. La résistance cessa officiellement le 8 mai 1945.

### La guerre de nuit

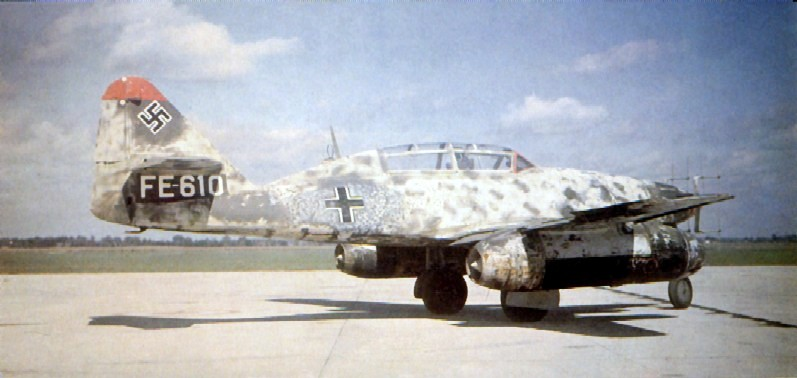
Ce chasseur de nuit Messerschmitt Me 262 modèle B-1a/U1 Nachtjäger, est photographié sur un terrain d'aviation britannique en tant que prise de guerre. Il fut cédé aux États-Unis en 1946.

L'efficacité de la chasse de nuit (Nachtjagdgeschwader) diminuait. En 1943 et 1944, ce fut pourtant la branche la plus efficace de la Luftwaffe. Même en juillet 1944, elle réussissait à mener des opérations victorieuses.
Pendant la nuit du 30 au 31 mars 1944, Nuremberg était la cible principale du Bomber Command. L'attaque était menée par 572 Lancaster, 214 Halifax et 9 Mosquito soit un total de 795 appareils. Les Allemands ont correctement identifié Nuremberg comme cible du raid. Les premiers chasseurs apparurent juste avant que les bombardiers n'atteignent la frontière belge ; et durant les heures qui suivirent, 82 bombardiers furent abattus pendant l'aller et 13 autres durant le retour. Les 11,9 % de pertes furent les plus lourdes subies par le Bomber Command. La plupart des équipages ont rapporté avoir bombardé Nuremberg, mais des études ultérieures ont montré qu'environ 120 appareils ont bombardé Schweinfurt, situé à 80 km au nord-ouest de Nuremberg. Cette erreur est due aux conditions météorologiques ainsi qu'aux difficultés de navigation. Deux éclaireurs avaient largué leurs marqueurs sur Schweinfurt. La plupart des bombes tombèrent à l'extérieur de la ville et ne tuèrent que deux personnes. Le raid principal sur Nuremberg fut un échec.
Mais les interceptions suivantes devinrent de moins en moins efficaces. Par exemple, la chasse ne détruisit que 10 des 725 bombardiers qui attaquèrent Dortmund et Brême le 6 octobre 1944. Cette affaiblissement fut mis sur le compte de mauvaises communications et d'une mauvaise analyse de l'état-major.
La vraie raison de ces succès limités est l'avancée des troupes alliées en Europe de l'Ouest, qui a privé les Allemands de leurs systèmes d'alerte avancés. De plus, les opérations menées par les Mosquito qui attaquaient les appareils allemands au décollage ou à l'atterrissage permettaient de mieux protéger les bombardiers. Cela poussa les Allemands à réduire l'utilisation des lumières le long des pistes. À cause du manque de carburant, l'entraînement des pilotes ne put être aussi approfondi qu'auparavant, tandis que les demandes d'effectifs de la Wehrmacht réduisirent la qualité du personnel au sol. Certaines unités durent se redéployer sur le Front de l'Est pour faire face aux attaques nocturnes de l'Armée de l'air soviétique. Néanmoins, son effectif passa de 800 à 1 020 entre juillet et octobre 1944.
À la fin de l'année 1944, la ligne de défense allemande s'étendait du Danemark à la Suisse, de manière à empêcher les avions britanniques de mener des opérations sans être interceptés. La force de la Luftwaffe diminuait aussi à cause des appareils devant patrouiller en mer du Nord pour repérer les formations de bombardiers. Malgré tout, la chasse de nuit n'aura jamais compté autant d'appareils. L'effectif atteignit son pic à la fin novembre avec 1 318 chasseurs et représentait toujours un grand danger pour le Bomber Command. Mais comme dans le cas de la chasse de jour, le manque d'essence, le faible entraînement et les attaques répétées des Alliés entamèrent sérieusement son potentiel militaire.
Pendant la nuit du 3 au 4 mars 1945, la Luftwaffe monta l'opération Gisella en envoyant environ 200 chasseurs suivre les formations de bombardiers en Grande-Bretagne. Les défenses britanniques furent prises par surprise et les Allemands détruisirent 20 bombardiers. Les appareils allemands qui s'écrasèrent en volant trop bas furent les derniers avions de la Luftwaffe à disparaître au-dessus du sol britannique.

#### Intensification des bombardements

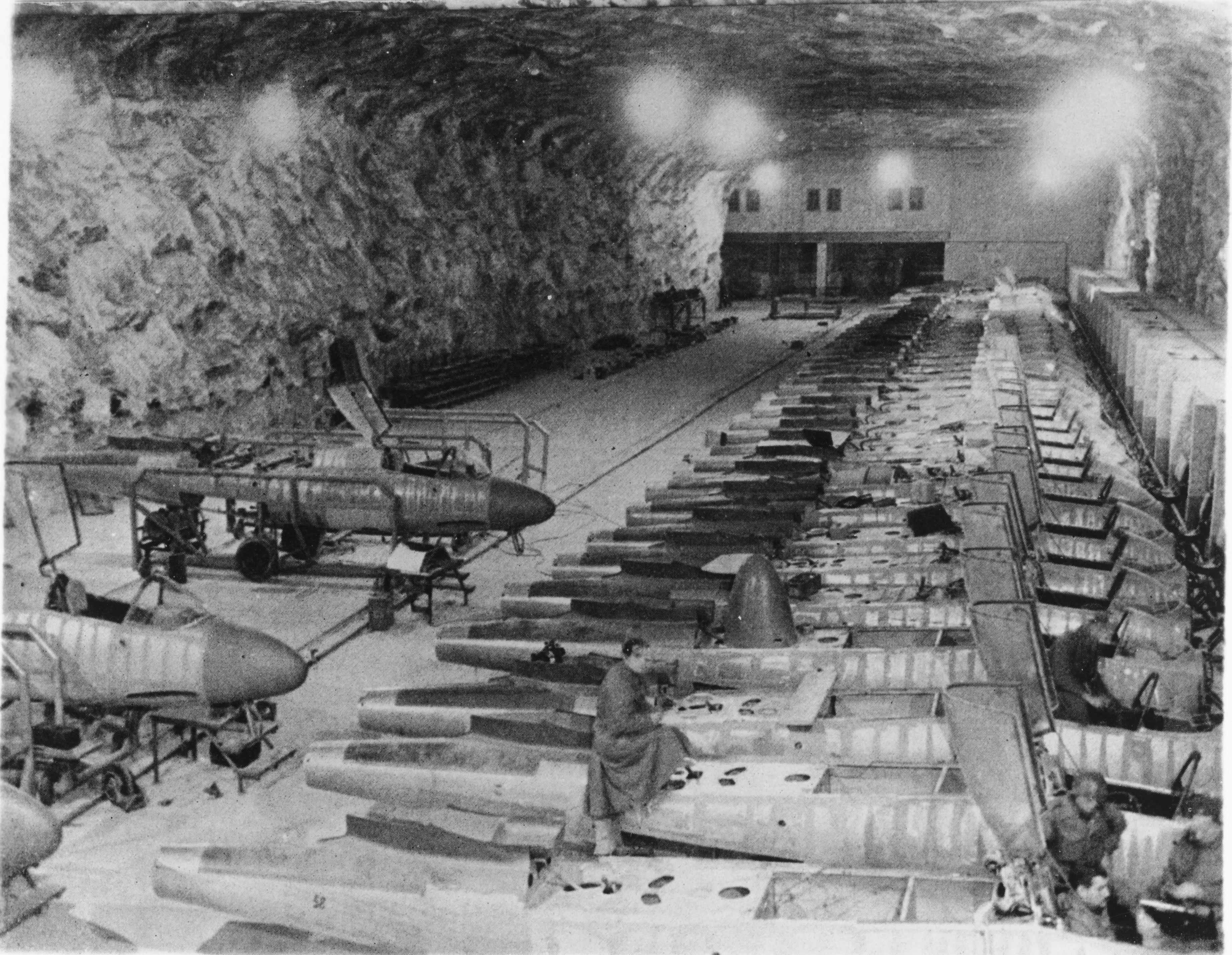
Usine aéronautique allemande dans une mine de sel

Durant la dernière année de la guerre, les tactiques de bombardement étaient arrivées à maturité. Avec des défenses à genoux, l'économie allemande devait faire face à des bombardements dévastateurs. La plus grande partie des bombes larguées sur l'Allemagne le fut durant cette période : 1,18 million de tonnes sur les 1,42 million larguées pendant la guerre. Les raids ne furent pas pour autant de tout repos, car il restait 50 000 canons aériens pour protéger les sites industriels.
L'USAAF pouvait mobiliser 7 000 bombardiers et escorteurs, et la RAF disposait de 1 500 bombardiers lourds pouvant transporter chacun 8 tonnes de bombes. À partir de l'automne, les chasseurs alliés furent utilisés pour l'attaque au sol sans être inquiétés par l'aviation allemande. Ces attaques furent menées sur les transports allemands et dans la zone de la Ruhr. En décembre, la moitié des locomotives allemandes étaient détruites. La perte des champs de pétrole de Roumanie en août 1944 réduisit dramatiquement les stocks et la production. Durant l'hiver 1944-1945, l'Allemagne s'était divisée en régions économiques isolées vivant de leurs stocks, tandis que la production était déplacée sous terre, dans des mines de sel par exemple, et réalisée par de la main d'œuvre concentrationnaire.

## Analyse

### Faillite de la production allemande
Aucun effort ne fut fait pour permettre à la production allemande de supporter les coûts d'une guerre d'attrition. En 1941, la production mensuelle n'était que de 981 appareils dont 311 chasseurs. L'année suivante, ce nombre fut porté à 1 296 dont 434 chasseurs. Cette hausse était limitée par les demandes de la Kriegsmarine et de la Wehrmacht. 74 % de l'aluminium était utilisé pour l'aviation, le reste servait à produire des douilles pour l'artillerie. Erhard Milch mit en place des mesures pour économiser les ressources, dont le recyclage du métal provenant d'appareils détruits. Après s'être opposé à Milch sur l'accroissement de la production, Hans Jeschonnek se rallia à lui et suggéra que 900 chasseurs mensuels seraient nécessaires. Au cours de l'année 1942, la production de chasseurs augmenta de 250 %.
La production aéronautique allemande atteignit son maximum en 1944 avec près de 36 000 appareils dont 3 800 pour le seul mois de septembre soit sans doute deux ans trop tard. Cependant ces chiffres sont à relativiser, les Américains construisant deux fois plus d'appareils. De plus, la production allemande se réduisait à quelques types de chasseurs monomoteurs bien plus rapides et faciles à produire que les bombardiers quadrimoteurs alliés. La dispersion de la production due aux bombardements eut des effets désastreux sur l'organisation de la fabrication. À la fin de la guerre, les Alliés découvrirent des centaines d'appareils plus ou moins terminés au milieu de forêts ou dans des mines de sel. De même, il devint très difficile de transporter ces appareils vers le front à cause du manque d'essence ou à cause de la destruction systématique de tous les moyens de transports par les aviateurs alliés.
Cette avalanche d'appareils fit qu'il était plus facile de changer d'appareil que de le réparer. Comme le résuma un pilote, « Nous allions tout simplement au dépôt le plus proche, où étaient entreposés des centaines de Messerschmitt 109 flambant neufs. Plus rien n'était organisé, nulle part. Le chef du dépôt répondait : “Nous avons des avions, prenez ceux que vous voulez”. Avoir de l'essence était une entreprise bien plus difficile ». L'Allemagne n'avait jamais possédé autant d'avions mais elle n'avait plus de pilotes ou d'essence pour les utiliser.
De même, l'Allemagne fut incapable de renouveler son parc aérien. Entre 1940 et 1942, elle avait la possibilité d'explorer de nouvelles voies, ce qu'elle n'a pas fait ; tandis qu'à partir de 1944, les concepteurs aéronautiques se sont mis à fantasmer sur des projets bien trop ambitieux alors qu'il fallait des solutions éprouvées. Ainsi, le Bf 109 conçu en 1935 et obsolète dès 1943, était encore le cœur de la chasse allemande en 1945.

### Impact des bombardements alliés
Les raids alliés ont souvent été critiqués pour ne pas avoir stoppé l'accroissement de la production allemande en 1944. De même, le moral allemand n'a jamais semblé faiblir sous le poids des bombes. Les bombardements ont quand même sérieusement réduit la production allemande. Ainsi les records de production allemands de 1944 sont un tiers inférieurs aux prévisions. En forçant l'industrie allemande à disperser ses usines, les raids ont réduit l'efficacité et la qualité de la production.
L'impact sur le moral des Allemands ne fut pas non plus négligeable. Certaines des grandes villes allemandes furent rasées à 60 %. Les bombardements massifs n'ont pas provoqué de révoltes comme l'espéraient les stratèges de l'entre-deux-guerres, ce qui aurait été difficile dans le cas d'une dictature aussi autoritaire que le Troisième Reich où la moindre tentative de sédition se soldait par la mort. Cependant les raids ont profondément déprimé les Allemands. Le fatalisme et l'apathie étaient flagrants dans les zones bombardées. Une analyse américaine d'après-guerre conclut que pour 91 % des Allemands, les bombardements furent l'épreuve la plus difficile à vivre[réf. nécessaire].
Les bombardements empêchèrent les Allemands de se concentrer sur les lignes de front. En 1944, 33 % de la production d'artillerie et 20 % des projectiles étaient destinés à la lutte antiaérienne. Plus de deux millions d'Allemands étaient concernés par la défense aérienne.

### Faillite de l'entraînement
| Année | Allemagne | Royaume-Uni | États-Unis |
| ----- | --------- | ----------- | ---------- |
| 1942  | 250/75    | 200/50      | -          |
| 42/43 | 200/50    | 350/60      | 260/60     |
| 43/44 | 200/25    | 330/75      | 320/125    |
| 44/45 | 140/25    | 300/100     | 400/160    |

Le manque d'entraînement des pilotes fut sans doute l'une des causes majeures du déclin de la Luftwaffe. Les lourdes pertes ont provoqué un vide qu'il fallait absolument combler. Il fallait donc rapidement former de nouveaux pilotes en réduisant la durée de la formation. Or ceux-ci mouraient encore plus rapidement que leurs prédécesseurs. La Luftwaffe était entrée dans un cercle vicieux. Un des indicateurs de ce déclin sont les pertes non dues au combat. À partir de 1943, les accidents causèrent plus de pertes que les appareils adverses. Par la suite, les pertes par accidents diminuèrent. La cause probable de cette baisse était que les Alliés, largement supérieurs en nombre, abattaient les pilotes allemands avant que ceux-ci ne s'écrasent eux-mêmes.
La faillite de l'entraînement était d'autant plus évidente que faute de remplaçants, la Luftwaffe devait maintenir au front ses meilleurs éléments. Dans la même situation, les Alliés retiraient leurs vétérans pour les renvoyer en tant qu'instructeurs dans les écoles de pilotage. Seuls 8 des 107 pilotes allemands revendiquant plus de 100 victoires rejoignirent leurs unités après la mi-1942. La Luftwaffe se divisa donc entre l'« élite » des pilotes et la grande masse de jeunes recrues dont l'espérance de vie ne dépassait pas leurs premières missions.